# Aporogona crenulata
Aporogona crenulata är en mångfotingart som först beskrevs av Robert Latzel 1884.  Aporogona crenulata ingår i släktet Aporogona och familjen knöldubbelfotingar. Inga underarter finns listade i Catalogue of Life.